# Claude Bouillet
Pour les articles homonymes, voir Bouillet.
Claude Bouillet est un arbitre international français de football né le 8 mai 1944 à Revin. Il avait 10 ans quand il est arrivé à Laval, où habite toujours sa famille.

## Biographie
Il fut joueur au Stade lavallois dans les années 60. Ancien officier de l'Armée de l'Air, il a été arbitre pendant 25 ans et a été arbitre de la Ligue de Languedoc-Roussillon car il a vécu très longtemps à Nîmes, il a dirigé  la finale  de Coupe de France en 1988. Il a longtemps arbitré des matchs de 1re division avant d'être promu arbitre international et diriger alors des rencontres de coupe d'Europe des clubs et des nations. À sa retraite, il est devenu conseiller technique en arbitrage et membre de la commission centrale des arbitres au siège de la FFF.

## Sources
1. ↑  On this day : le 8 mai, sur uefa.com
2. ↑  Michel Jouneaux, Le Stade lavallois, Siloë, 1994, p. 221.
3. ↑  Jean-Philippe Rethacker - Football 1989 - numéro spécial de l'Équipe, éditions Amaury, 1988. Cf. page 86.
4. ↑  Norman Jardin, « Claude Bouillet, l’homme qui sifflait en travaillant » , sur Objectif Gard, 14 janvier 2023 (consulté le 6 mars 2023)